# Richard Hichens-Bergström
För andra betydelser, se Rikard Bergström.
Richard Hichens-Bergström, folkbokförd Johan Rickard Hichens-Bergström, född 19 mars 1948 i Oscars församling i Stockholm, död 26 september 2023, var en svensk författare och radioman.
Hichens-Bergström anställdes av Nordstjernan AB 1972 och var CEO för Johnson Scan Star (North America) mellan 1983 och 1986, VD (CEO) Johnson Scan Star (Head Office, Stockholm), 1987–1988. Han arbetade som managementkonsult på INDEVO, 1988–1991. Han var därefter redaktör och programledare på Radio Norberg 1999–2012.
Hichens-Bergström gav ut böckerna Starka stjäl (2006), P.S. Till Petra (2007), Ishigaki (2008), Stina (2009)  – and then play on – (2010), Mea culpa (2015) och Dokumentet (2018). Cykeldoktorn (2021) är hans senaste roman.
Han var son till diplomaten Dick Hichens-Bergström och hans första hustru Ingrid Bergström, ogift Bredenberg. Richard Hichens-Bergström är begravd på Norra begravningsplatsen utanför Stockholm.